# Љубавно гнездо
Љубавно гн(иј)ездо или Дуплекс (енгл. Duplex) амерички је филм из 2003. редитеља Денија де Вита. Главне улоге тумаче: Бен Стилер, Дру Баримор и Ајлин Есел.

## Радња
Алекс (кога глуми Стилер) и Ненси (коју глуми Беримор) су млади пар из Њујорка који тражи дом из снова. Коначно, успевају да пронађу савршен дом у Бруклину. Стан има све што су желели (чак и два камина), али горе изнад њих живи госпођа Конели (коју глуми Есел), која има доживотни закуп. Међутим, они откупљују стан, под претпоставком да је стара и болесна, па неће дуго живети. Али убрзо откривају да је она витална старица која по цео дан ужива у гледању гласно појачане телевизије, а такође је и члан дувачког оркестра који вежба у стану. Тако се њихов живот претвара у мучење.